# یواس‌اس مانپلیس (آی‌دی-۲۳۴۶)
یواس‌اس مانپلیس (آی‌دی-۲۳۴۶) (به انگلیسی: USS Munplace (ID-2346)) یک کشتی بود که طول آن ۳۲۸ فوت ۶ اینچ (۱۰۰٫۱۳ متر) بود. این کشتی در سال ۱۹۱۶ ساخته شد.